# Erich Lutter
Erich Richard Karl Lutter (* 19. August 1884 in Spandau; † nach 1973) war ein deutscher SS-Führer. Lutter gilt als einer der Erfinder der Selbstschussanlagen, die später an der Innerdeutschen Grenze eingesetzt wurden.

## Leben
Lutter trat zum 1. Mai 1933 der NSDAP bei (Mitgliedsnummer 2.640.140). Später schloss er sich der SS an (SS-Nummer 423.951). Während des Zweiten Weltkrieges war er, seit dem 1. Oktober 1942 im Rang eines SS-Sturmbannführers, Leiter des Referats II D 4 („Waffenwesen“) in der Abteilung II D („Technische Angelegenheiten“) im Reichssicherheitshauptamt (RSHA).
Nach Recherchen des West-Berliner Journalisten Georg Bensch war Lutter der ursprüngliche Erfinder der Selbstschussanlagen, die die DDR von 1971 bis 1984 auf einer Länge von etwa 447 Kilometern an der innerdeutschen Grenze einsetzte, um die Flucht aus der DDR zu verhindern, indem sie Menschen beim Versuch, den Grenzzaun zu überklettern, automatisch schwer verletzten oder töteten. Bensch zufolge hatte Lutter das Konzept für einen selbstschießenden Apparat während seiner Beschäftigung im Reichssicherheitshauptamt mit dem Ziel entwickelt, die Umzäunungsanlagen von Konzentrationslagern so zu sichern, dass Häftlinge mit geringem Personalaufwand an einer Flucht gehindert werden könnten. Rangmar Staffa nennt in seiner Biografie Egon Bahrs den Leiter des Reichssicherheitshauptamtes Reinhard Heydrich als den Auftraggeber Lutters. Nach dem Tod Heydrichs sei die Idee jedoch vergessen worden. Die nicht völlig ausgereiften Pläne für Lutters Maschine seien, wieder laut Bensch, nach dem Ende des Zweiten Weltkriegs in die Hände der Sowjetunion gefallen, die sie später den DDR-Verantwortlichen überlassen hätten. Diese hätten den Lutter-Apparat schließlich in den 1950er Jahren zu den dann jahrzehntelang an den entlang der DDR-Grenzen aufgestellten Selbstschussapparaten weiterentwickelt.